# Theater Elckerlyc
Theater Elckerlyc is een theaterzaal in Antwerpen.  De zaal heeft een capaciteit van maximum 800 bezoekers. Het theater is de thuishaven van het theatergezelschap De Komedie Compagnie. 

## Geschiedenis
In 1957 bouwde architect Rie Haan Theater Elckerlyc als feestzaal voor het Onze-Lieve-Vrouwe-College van de Jezuïeten te Antwerpen. Begin jaren 1960 was de zaal de thuisbasis van het Elckerlyc-genootschap. Er werden ook vaak filmvoorstellingen gehouden door de Katholieke Film Liga voor de Antwerpse scholen. Verder werd de zaal gebruikt voor partijcongressen, door de BRT voor opnames van optredens en door het Filharmonisch Orkest van Vlaanderen (nu: Antwerp Symphony Orchestra).
Theater Elckerlyc raakte op het einde van de twintigste eeuw in verval, maar Studio 100 deed nieuwe investeringen. Verbouwings- en verfraaiingswerken gingen van start, waarbij de eigenheid van het gebouw gerespecteerd werd.
Op 1 maart 2002 ging het vernieuwde theater open voor het publiek. De toneelklassieker 'Slisse & Cesar' mocht de spits afbijten.

## Trivia
- Voor de serie TopStars van Studio 100 werd Theater Elckerlyc gebruikt als decor voor de serie als theater in de serie waar de danswedstrijd in seizoen 1 werd gehouden.
- Sinds 2015 vind de Mister Gay Belgium finale er plaats.